# Liste der Kulturgüter im Verwaltungskreis Frutigen-Niedersimmental
Die Liste der Kulturgüter im Verwaltungskreis Frutigen-Niedersimmental enthält alle Objekte in den Gemeinden des Verwaltungskreises Frutigen-Niedersimmental im Kanton Bern, die gemäss der Haager Konvention zum Schutz von Kulturgut bei bewaffneten Konflikten, dem Bundesgesetz vom 20. Juni 2014 über den Schutz der Kulturgüter bei bewaffneten Konflikten sowie der Verordnung vom 29. Oktober 2014 über den Schutz der Kulturgüter bei bewaffneten Konflikten unter Schutz stehen.

## Kulturgüterlisten der Gemeinden
- Adelboden
- Aeschi bei Spiez
- Därstetten
- Diemtigen
- Erlenbach im Simmental
- Frutigen
- Kandergrund
- Kandersteg
- Krattigen
- Oberwil im Simmental
- Reichenbach im Kandertal
- Spiez
- Wimmis